# ناحیه لیه
ناحیه لیه (به انگلیسی: Layyah District) یک ناحیه در پاکستان است که در پنجاب واقع شده‌است. ناحیه لیه ۱٬۸۲۴٬۲۳۰ نفر جمعیت دارد.